# 8月4日
8月4日是阳历年的第216天（闰年是217天），离一年的结束还有149天。

## 大事记

### 18世紀以前
- 70年：罗马帝国军队毁掉第二圣殿。
- 1532年：布列塔尼公国与法兰西王国合并。
- 1578年：葡萄牙帝国、萨阿德王朝与奥斯曼帝国爆发三王战役，葡萄牙国王塞巴斯蒂昂在撤退时溺毙。

### 18世紀
- 1704年：在西班牙王位繼承戰爭期間，英國和荷蘭聯軍成功佔領西班牙統治的直布羅陀。
- 1789年：法国废除封建制。
- 1791年：奥斯曼帝国根据西斯托瓦条约（英语：Treaty of Sistova），把罗马尼亚南部的奧爾紹瓦割让给奥地利。

### 19世紀
- 1820年：中国河南许州（今许昌）发生6级地震。
- 1876年：凯尔文学院创立。

### 20世紀
- 1914年：德意志帝国开始入侵作为中立国的比利时，大英帝国依据《伦敦条约》向德国宣战。
- 1926年：中共中央扩大会议发布《坚决清理贪污腐化分子》的通告，这是迄今为止发现的中共最早的反贪文件。
- 1949年：中华民国湖南省政府主席程潜和长沙守军将领陈明仁向中国共产党投降，中国共产党占领长沙。
- 1936年：希臘王國首相扬尼斯·梅塔克萨斯宣布取消憲法，實施獨裁統治。
- 1947年：日本最高裁判所正式成立。
- 1964年：美國國家安全局宣稱海軍驅逐艦在北部灣遭到北越攻擊，美國國會通過北部灣決議案。
- 1967年：駐港英軍和香港警察搜查位於北角英皇道三座大廈內的左派陣地，拘捕約30人。
- 1971年：中华人民共和国与土耳其共和国建交。
- 1975年：珠江八四海難發生，致432人罹難，成爲1950年後中國大陸死亡人數第二的船難。
- 1975年：恐怖组织日本赤军在马来西亚策划吉隆坡事件（日语：クアラルンプール事件）。
- 1977年：美国能源部建立。
- 1983年：以上伏塔前總理托馬斯·桑卡拉為首的革命力量發動軍事政變，建立左翼政權並開始一系列社會變革計劃。
- 1986年：中華民國推出國家標準中文交換碼。
- 1990年：第三届同志运动会开幕。
- 1991年：在香港，一群國商銀行存戶遊行示威。
- 1993年：日本內閣官房長官河野洋平為第二次世界大戰時期的慰安婦問題道歉，又稱河野談話。
- 1995年：克羅埃西亞陸軍對塞爾維亞克拉伊納共和國發起全面進攻，為第二次世界大戰結束以後歐洲最大規模的地面戰事。
- 1997年：法國超級人瑞珍妮·卡爾門逝世，享年122歲164天，是史上已證實最長的人類壽命。
- 1998年：中国长江学者奖励计划全面启动。

### 21世紀
- 2002年：港鐵將軍澳綫北角站至油塘站路段通車，同日港鐵觀塘綫的東面總站遷至油塘站。
- 2003年：中国齐齐哈尔挖出日本侵华战争期间日军遗弃的化学武器，造成化学毒剂泄漏事件。
- 2006年：新西兰第18任总督西尔维亚·卡特赖特卸任。
- 2007年：美國職棒球員貝瑞·邦茲以755支全壘打追平漢克阿倫所保持的美國職棒最新記錄。
- 2008年：中国新疆喀什市公安边防支队遭受两名男子的驾车袭击，共造成警察16人死亡、16人受伤。
- 2010年：最後一屆供日校生應考的香港中學會考放榜。
- 2014年：一名澳洲原住民婦女朱麗卡·伊凡娜·杜在警方拘留期間因病情惡化被嘲弄和忽視而死亡。
- 2019年：美国接连发生两起枪击案，俄亥俄州代顿的枪击案造成10人死亡，27人受伤，德克萨斯州埃尔帕索的枪击案造成23人死亡。
- 2020年：黎巴嫩首都貝魯特貝魯特港發生嚴重爆炸事故，造成至少200人死亡和6,500多人受傷。

## 出生
- 1281年：元武宗海山，元朝皇帝。（1311年逝世）
- 1521年：教宗烏爾班七世，羅馬主教（1590年逝世）
- 1792年：雪莱，英國詩人（1822年逝世）
- 1805年：威廉·哈密頓，愛爾蘭數學家、物理學家、天文學家（1865年逝世）
- 1821年：路易·威登，法國时尚設計師（1892年逝世）
- 1834年：約翰·維恩，英國數學家、邏輯學家、哲學家（1923年逝世）
- 1893年：湯用彤，中國近代國學大師（1964年逝世）
- 1900年：伊麗莎白·鮑斯-萊昂，英國皇太后（2002年逝世）
- 1900年：田島鍋，日本超級人瑞，最後一位出生於19世紀的人類（2018年逝世）
- 1901年：路易斯·阿姆斯壯，美國爵士樂音樂家（1971年逝世）
- 1904年：瑪哈西拉·維拉馮，寮國作家、教育工作者（1987年逝世）
- 1906年：瑪麗·荷塞，比利时公主和意大利末代王后（2001年逝世）
- 1920年：海倫·湯瑪斯，美國白宮記者（2013年逝世）
- 1920年：潘懋元，中國高等教育學家（2022年逝世）
- 1928年：卡达尔·弗洛拉，匈牙利女演員（2002年逝世）
- 1929年：亚西尔·阿拉法特，巴勒斯坦政治家（2004年逝世）
- 1932年：梁从诫，中國环保人士（2010年逝世）
- 1932年：法蘭·艾倫，美國計算機科學家（2020年逝世）
- 1945年：根納季·愛德華多維奇·布爾布利斯，俄羅斯政治人物（2022年逝世）
- 1948年：陳師孟，台灣政治人物
- 1948年：喬治·帕里西，義大利理論物理學家，2021年諾貝爾物理學獎得主
- 1951年：任明廷，台灣演員
- 1953年：魏翰楷，德國外交官、前駐華公使
- 1955年：比利·鮑伯·松頓，美國男演員
- 1956年：土井美加，日本女性聲優
- 1958年：廖亦武，中國詩人、流亡作家
- 1958年：菲爾·斯科特，美國政治人物
- 1959年：馬克·克里，澳大利亞男子游泳運動員
- 1960年：梁潔華，香港藝人（2020年逝世）
- 1960年：鄧梓峰，香港電視節目主持人
- 1961年：，美國政治人物，第44任美國總統，2009年諾貝爾和平獎得主
- 1962年：黃文豪，台灣演員
- 1962年：羅傑·克萊門斯，美國棒球投手
- 1963年：邱萬城，香港演員
- 1966年：佐佐木健介，日本職業摔角選手
- 1970年：哈基姆·傑弗里斯，美國政治人物、律師，現任美國眾議院少數黨領袖
- 1972年：謝昭仁，香港電台節目主持人
- 1972年：林岱樺，臺灣政治人物
- 1964年：蕭志美，華裔美國時尚設計師
- 1970年：克勞丁·蓋伊，美國經濟學家，前任哈佛大學校長
- 1974年：水田山葵，日本女性聲優
- 1974年：穆克塔达·萨德尔，伊拉克什葉派穆斯林领袖、政治人物
- 1976年：李嘉，台灣歌手
- 1976年：生天目仁美，日本女性聲優
- 1978年：日野聰，日本男性聲優
- 1979年：白熊寬嗣，日本男性聲優
- 1980年：李琳，中國演員
- 1980年：川田瑠夏，日本作曲家、編曲家、鍵盤手
- 1981年：朱丹，中國主持人、演員
- 1981年：高昊，中國演員
- 1981年：萨塞克斯公爵夫人梅根，英國皇室成員
- 1982年：胡凱，中國男子田徑運動員
- 1982年：盧卡·安東尼尼，意大利足球運動員
- 1982年：赫子銘，中國演員
- 1983年：寺崎裕香，日本女性聲優、演員
- 1983年：葛莉塔·葛薇，德裔美國女演員、編劇、導演
- 1985年：鄭萃雯，香港女新聞從業員
- 1985年：多亮，中國歌手
- 1987年：張根碩，韓國演員
- 1987年：蕨野友也，日本演員
- 1988年：湯姆·帕克，英國男歌手（2022年逝世）
- 1988年：肖茵，中國演員
- 1989年：潔西卡·玫貝，澳大利亞女歌手、詞曲作者
- 1991年：蔣淯安，臺灣男子籃球運動員
- 1994年：福田麻由子，日本演員
- 1995年：李東憲，韓國男子偶像團體VERIVERY隊長
- 1995年：詹姆斯·韋爾，英格蘭職業足球運動員
- 1997年：安德烈·拉莫利亞，巴西男演員
- 1997年：豪拉斯·本采，匈牙利男子田徑運動員
- 2001年：加藤清史郎，日本童星
- 2001年：蘇雅琳，香港女藝人
- 2002年：廖婉棋，香港女子跳水運動員
- 2003年：梅森·伯斯托，英格蘭職業足球運動員
- 2004年：潘展樂，中國男子游泳運動員

## 逝世
- 221年：文昭皇后甄氏，魏文帝曹丕的正妻，魏明帝曹叡之生母。（183年出生）
- 1060年：亨利一世，法國卡佩王朝國王。（1008年出生）
- 1265年：西蒙·德孟福尔，英格蘭貴族，第六代萊斯特伯爵。（1208年出生）
- 1306年：瓦茨拉夫三世，匈牙利國王、波希米亞國王、波蘭國王。（1289年出生）
- 1526年：胡安·塞巴斯蒂安·埃尔卡诺，西班牙航海家。（1486年出生）
- 1578年：塞巴斯蒂昂，葡萄牙国王。（1554年出生）
- 1792年：約翰·伯戈因，英國陸軍軍官、劇作家。（1722年出生）
- 1874年：奧托·黑塞，德國數學家。（1811年出生）
- 1875年：安徒生，丹麦童话作家。（1805年出生）
- 1886年：塞繆爾·蒂爾頓，美國政治人物，前任紐約州州長。（1814年出生）
- 1922年：尼古拉·涅鮑加托夫，俄羅斯帝國海軍將領。（1849年出生）
- 1931年：蔡和森，中国共产党早期领导人(1895年出生)
- 1941年：许地山，现代小说家、散文家。（1893年出生）
- 1948年：米列娃·馬利奇，南斯拉夫数学家，阿尔伯特·爱因斯坦的第一位夫人。（1875年出生）
- 1960年：鍾理和，臺灣作家。（1915年出生）
- 1966年：曹汝霖，清末民初政治家。（1877年出生）
- 1991年：葉夫根尼·德拉貢諾夫，蘇聯槍械設計師，德拉古諾夫狙擊步槍設計者。（1920年出生）
- 1992年：松本清張，日本推理小說作家，被譽為「世界推理小說三巨匠」之一。（1909年出生）
- 1996年：渥美清，日本男演員。（1928年出生）
- 1997年：雅娜·卡爾芒，法國超級人瑞，世上最長壽者。（1875年出生）
- 2010年：郭预衡，中国文学史家、前北京师范大学文学院教授。(1920年出生)
- 2013年：雷納托·魯傑羅，義大利政治人物。（1930年出生）
- 2014年：詹姆斯·布雷迪，美國政治人物，第17任白宮新聞秘書（1940年出生）
- 2015年：林家聲，香港粵劇演員（1933年出生）
- 2016年：徐三泰，台灣企業家（1983年出生）
- 2020年：胡平，中国原商业部部长（1930年出生）
- 2020年：姜树森，中国女导演（1930年出生）
- 2020年：法蘭·艾倫，美國計算機科學家（1932年出生）
- 2021年：J·R·理察，前美國職棒大聯盟投手（1950年出生）
- 2024年：李政道，華裔美國物理學家，1957年諾貝爾物理學獎得主（1926年出生）
- 2025年：塔爾加特·穆薩巴耶夫，哈薩克太空人（1951年出生）
- 2025年：馬爾科·博納米科，義大利男子籃球運動員（1957年出生）
- 2025年：宋英奎，韓國男演員（1970年出生）

## 节假日和习俗
- 國際貓頭鷹意識日
- 國際雲豹日
- 美国：海岸警衛隊日（英语：Coast Guard Day）
- 庫克群島：独立日
- 日本：
  - 筷子之日
  - 橋之日